# 片山千恵子
片山 千恵子（かたやま ちえこ、1984年7月24日 - ）は、NHKのアナウンサー。

## 略歴
神奈川県川崎市出身。
玉川学園高等部、上智大学外国語学部卒業後、2008年に入局。

## 人物
- 慶應義塾の創始者・福澤諭吉は母方の先祖にあたる[4]。片山本人によれば「自分が何代目かは分からないが母方の先祖です。周囲から（1万円札と見比べて）似ていると言われます」という[5]。『スポーツ報知』では「福沢諭吉の玄孫」と報じられていた[6]。
- 金沢では2009年秋から地上デジタル放送推進大使を務め、珠洲市での先行完全地デジ化PRなどの任務にあたった[注 1]。
- 2012年に東京本局へ異動した後は主に情報番組への出演が多いが、自身が日本舞踊家であることから、担当番組の『サキどり↑』で名古屋西川流舞踊を披露したり[7]、古典芸能に関係する番組に出演する機会も多かった。
- 東映の大御所俳優としてその名を知られた片岡千恵蔵と名前が似通っていることから、NHK内部では「ちえぞう」という愛称で呼ばれている[1]。
- 麺類が特に好き。好きな音楽は、ゴスペル・長唄・カーペンターズ。好きな映画は、『ラブ・アクチュアリー』『RENT』『ヘアスプレー』。
- 父親（日本舞踊家・俳優の西川鯉之亟）が名古屋市出身の為、根っから中日ドラゴンズの大ファン。なお、中日の元選手・元監督である高木守道の妻は大叔母にあたる[4]。
- 2016年4月に大学の先輩にあたる一般男性と婚姻届を提出[3]、同年10月22日に都内ホテルで挙式・披露宴を行った[8]。
- 2017年4月より第1子の出産のため最初の産休となった。
- 2017年7月に都内の病院にて第1子である女児を出産と報じられた[9]。
- 2019年2月に産前産後休業から復職した[10]。
- 2020年4月より第2子の出産のため2度目の産休となった。
- 2020年6月、第2子男児出産が報じられる[11]。
- 2024年度には、新人アナウンサー研修の講師を担当した。

## 担当番組
太字は、現在出演中
金沢放送局時代（2008年度 - 2011年度）
- 石川県のニュース・中継・リポート
- 着信御礼!ケータイ大喜利（2008年10月5日 = 4日深夜・2009年1月2日 = 1日深夜・8月2日 = 1日深夜・9月6日 = 5日深夜・2014年8月3日 = 2日深夜・2015年5月10日 = 9日深夜） - 全国デビュー番組。2008年組ではトップバッター。
- よせがき☆テレビ かいてみんけ↑（2009年1月18日・25日、2010年3月25日、2011年3月25日[注 2]）
- 真相回転! どいね寿司（2011年12月16日石川県域向け、2012年1月7日中部ブロック向け、2012年2月15日全国放送）
- 生中継 ふるさと一番!
  - 「みんなで創（つく）る わが町の夢舞台〜石川県七尾市〜」[注 3]（2009年9月14日）
  - 「若者が挑戦!伝統工芸に新たな息吹を〜石川県金沢市〜」（2009年9月15日）
  - 「削りが命!山中漆器を支える職人の技〜石川県加賀市〜」（2010年4月7日）
  - 「桜咲く!庭師が守る名園“兼六園”〜石川県金沢市〜」（2010年4月8日）
- 番組たまご クエスタ〜目指せ!質問王〜（2009年10月10日） - 名倉潤（クエスタマスター）と共に司会
- アイデア対決・全国高等専門学校ロボットコンテスト 2009年度東海・北陸地区予選（2009年12月14日深夜放送）
- 第36回NHK古典芸能鑑賞会（2009年12月25日深夜）
- 産地発!たべもの一直線
  - 「石川 七尾市発 中島菜」（2010年1月17日）
  - 「石川 宝達志水町発 ルビーロマン」（2010年9月5日）
  - 「石川 金沢市発 金時草」（2011年8月14日）
- 日本の伝統芸能 中村吉右衛門の歌舞伎入門（2010年3月31日・4月7日・14日・21日、Eテレ）
- FMジュークボックス（2010年4月 - 2012年1月） - パーソナリティ
- 番組たまご 地球イチバン - 俳優の佐藤隆太と司会
  - 「世界でイチバンの自転車の街 オランダ・グローニンゲン」（2010年8月16日）
  - 「世界でイチバン高い湖 ペルー・ティティカカ湖」（2010年8月17日）
- 小さな旅 - 旅人（リポーター）
  - 「彩りの水〜石川県金沢市〜」（2010年11月6日）
- 今・おも・ラジオ〜石川のラジオは今も面白い〜（2010年12月18日、北陸放送・エフエム石川との共同制作番組）
- 今夜も生でさだまさし〜当たり前田の加賀まさし〜（2011年1月30日）
- 東北地方太平洋沖地震発生後、盛岡放送局に応援で派遣され、災害情報を中心にローカルニュースを担当した。
- かがのとイブニング（2011年8月15日 - 8月19日・2012年2月1日 - 2月3日） - 宮崎浩輔アナの代理
- NHKニュースおはよう日本[注 4]（2011年9月3日・9月4日・9月10日・9月17日・9月18日・9月19日）- 渡邊佐和子の平日代理出演に伴う代行
- あさイチ（2011年10月13日） - 「JAPA-NAVI」ナビゲーター
- NHKナゴヤニューイヤーコンサート2012（2012年1月6日、総合テレビ・東海北陸ブロック7県向け） - 内多勝康アナと司会
- Afternoon Cruise（2012年2月14日、エフエム石川） - ゲスト出演

東京アナウンス室時代（2012年度 - ）
- 首都圏ネットワーク - キャスター（2012年4月2日 - 2014年3月28日）
- もうすぐ9時プレマップ
- 週末プレマップ
- 新世代が解く!ニッポンのジレンマ（Eテレ）
- オトナへのトビラTV  - ナレーション
- Nスペ5min.  戦後70年  ニッポンの肖像 -世界の中で-（2015年6月20日） - ナレーション
- 初笑い東西寄席2016（2016年1月3日） - 司会
- ○○!投稿DO画（2015年4月 - 2016年3月） - ナレーション
- 夢の“スーパートレイン”大集合～誕生!京都鉄道博物館（2016年5月5日、BSプレミアム） - 渡辺徹と司会
- 関口知宏のヨーロッパ鉄道の旅（BSプレミアム） - ナレーション
  - クロアチア編（2016年10月15日）
  - 日めくり版クロアチア編（2017年1月16日 - 27日）
- サキどり↑（2014年4月 - 2017年3月26日） - キャスター
- 所さん!大変ですよ（2017年1月 - 6月15日） - アシスタント
- オトナヘノベル（2015年4月2日 - 2016年3月） - ナレーション
- 古典芸能への招待（不定期） - 案内役
- ニュース・気象情報（不定期：平日の午後2時、午後3時、午後4時）
- しあわせニュース（2015年 - 2016年） - 司会
- たけしのこれがホントのニッポン芸能史（BSプレミアム、不定期） - 司会（番組での肩書は新人研究員）
- 趣味どきっ!（不定期） - 案内役
- ワイルドライフ（BSプレミアム） - ナレーション
- たけしのその時カメラは回っていた（2019年8月10日）
- 第70回NHK紅白歌合戦（2019年12月31日） - ラジオ中継進行
- うたコン（2019年11月5日 - 2020年3月10日） - 司会
- ニュース シブ5時（2019年4月 - 2020年3月） - リポーター
- 落語ディーパー! 〜東出・一之輔の噺のはなし〜（2019年3月25日 - 9月9日）
- ニュースLIVE! ゆう5時（2022年4月4日 - 2024年3月7日） - キャスター
- ＃NHK（2022年4月15日 - 2024年3月） - 金曜日キャスター
- NHK映像ファイル　あの人に会いたい（2022年4月 - ） - ナレーション
- アーカイブス映像でよみがえる にっぽんの鉄道「蒸気機関車」（2022年6月12日[12]） - 司会
- さわやか自然百景 - ナレーション
  - 「青森 奥入瀬渓流 春から初夏」（2022年9月4日）
- 明日をまもるナビ（2024年4月7日 - ） - 司会
- きょうの料理（2024年4月 - ） - 司会
- 鉄道ちょい旅バラエティー テッツGO! 京急（2024年5月15日） - 司会
- 歴史探偵 （2024年10月23日 - ） - 副所長（進行）

## 同期のアナウンサー
※は地デジ大使。
- 魚住優※（中途採用）
- 寺門亜衣子
- 二宮直輝
- 狩野史長
- 小西政親（営業職からアナウンサー転身2004年入局）
- 早坂隆信
- 三輪秀香